# Torrecuso
Torrecuso é uma comuna italiana da região da Campania, província de Benevento, com cerca de 3.518 habitantes. Estende-se por uma área de 26 km², tendo uma densidade populacional de 135 hab/km². Faz fronteira com Benevento, Foglianise, Fragneto Monforte, Paupisi, Ponte, Vitulano.

## Demografia
| Variação demográfica do município entre 1861 e 2011                               |
|                                                                                   |
| Fonte: Istituto Nazionale di Statistica (ISTAT) - Elaboração gráfica da Wikipedia |